# (32648) 3538 P-L
3538 P-L (asteroide 32648) é um asteroide da cintura principal. Possui uma excentricidade de 0.24631740 e uma inclinação de 4.19088º.
Este asteroide foi descoberto no dia 17 de outubro de 1960 por Cornelis Johannes van Houten e Ingrid van Houten-Groeneveld e Tom Gehrels em Palomar.